# Крете-Сенези
Крете-Сенези (итал. Crete Senesi, буквально — сиенская глина) — территория к югу от Сиены в Тоскане, Италия.
Крете-Сенези — холмистая местность, местами покрытая лесом. Расположена она на территории коммун Ашано, Буонконвенто, Монтерони-д’Арбия, Раполано-Терме и Сан-Джованни-д’Ассо, относящихся к провинции Сиена.Крете-Сенези на севере граничит с областью Кьянти-Сенезе, на востоке с Валь-ди-Кьяна и на юго-западе с Валь-д’Орча, объектом Всемирного наследия. Рядом также находится полузасушливая область, известная как пустыня Аккона.
Серая глина Крете-Сенези, известная как «маттайоне», представляет собой отложения плиоценового моря, которое покрывало эту территорию 2,5-4,5 млн лет назад. Ландшафт представляет собой местность с волнистыми холмами, одинокими дубами и кипарисами, редкими фермами, участками леса и прудами, наполняемые дождевой водой.
Наиболее известная достопримечательность Крете-Сенези — Территориальное аббатство Монте-Оливето-Маджоре.
Регион также известен производством белых трюфелей, здесь проходит фестиваль и работает музей, посвященные редкому этому грибу. Кроме трюфелей, другими типичными продуктами являются овечий сыр пекорино, который приобретает особые аромат и привкус благодаря присутствию на пастбищах полыни поникающей (лат. Artemisia cretacea), эндемика Апеннинского полуострова, и артишок Кьюзуре.

## Галерея

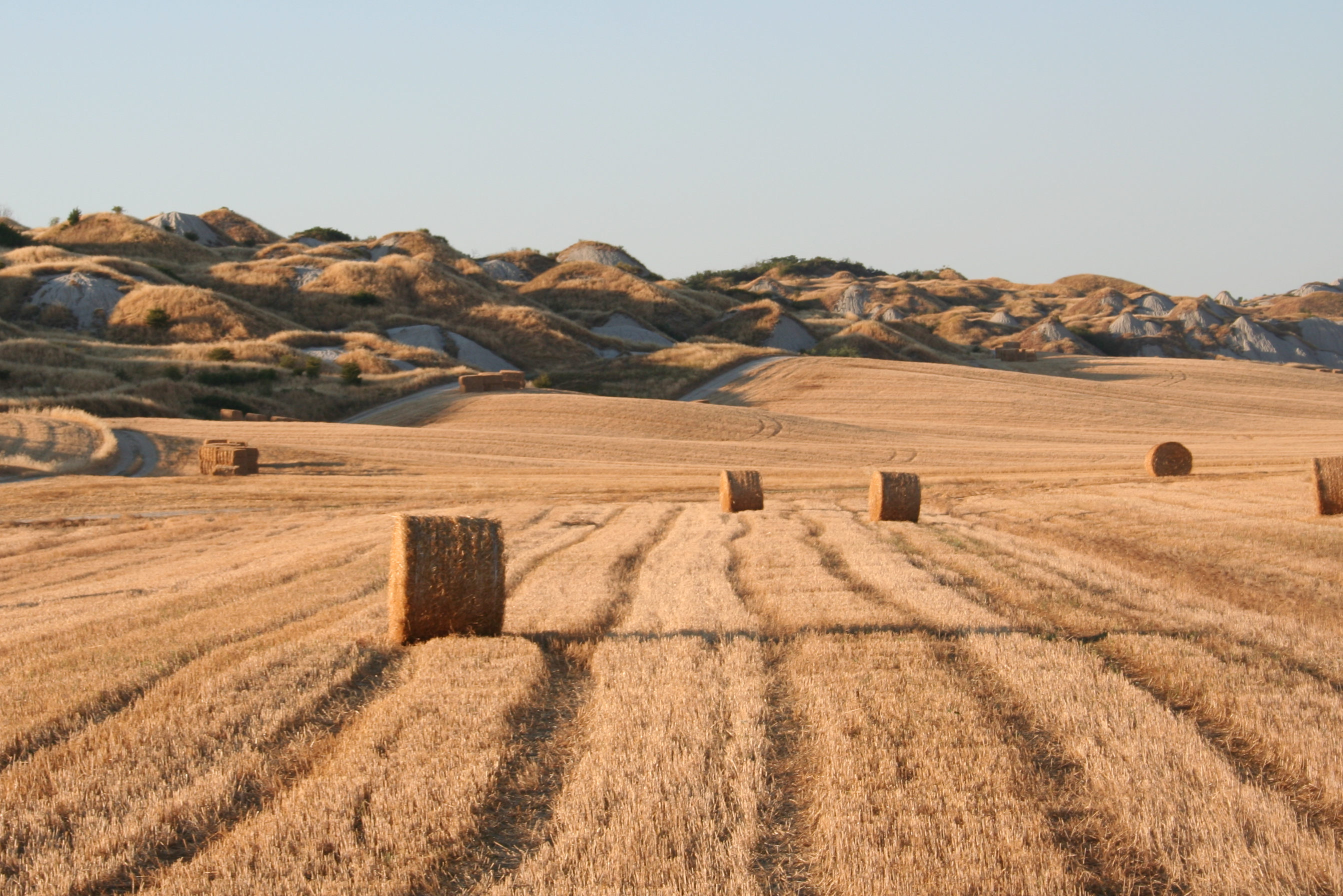
Сельское хозяйство
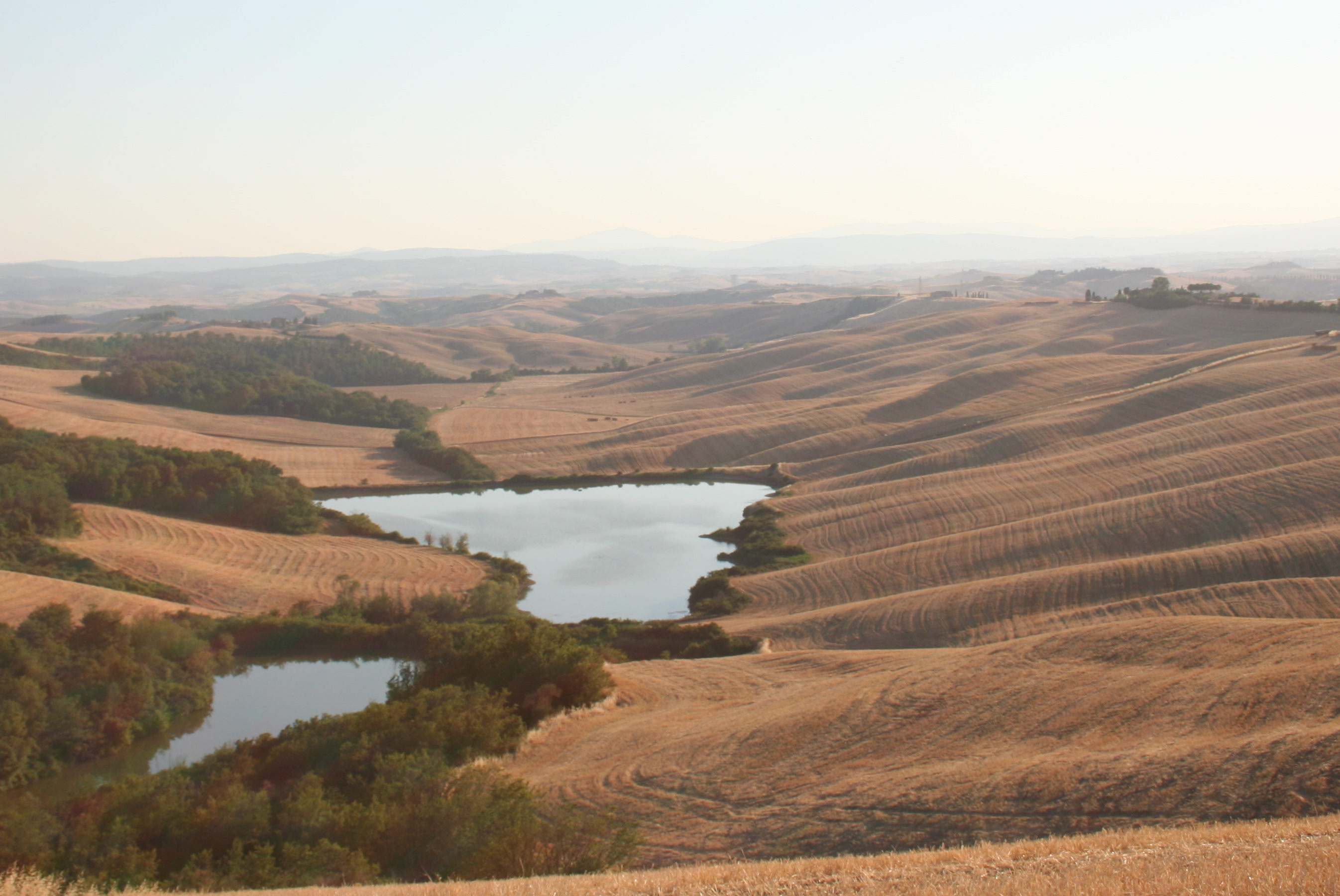
Панорама Крете-Сенези
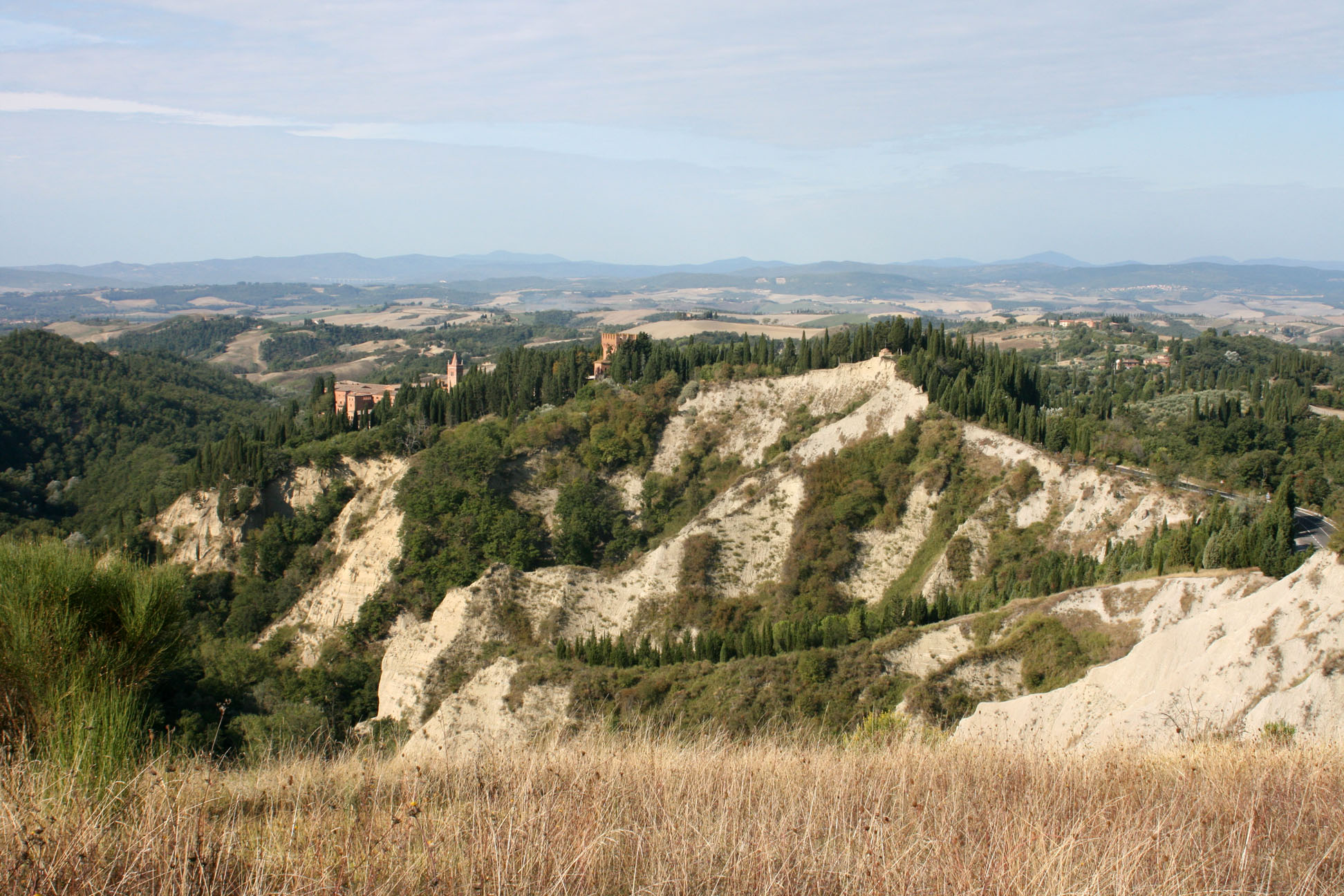
Пустыня Аккона
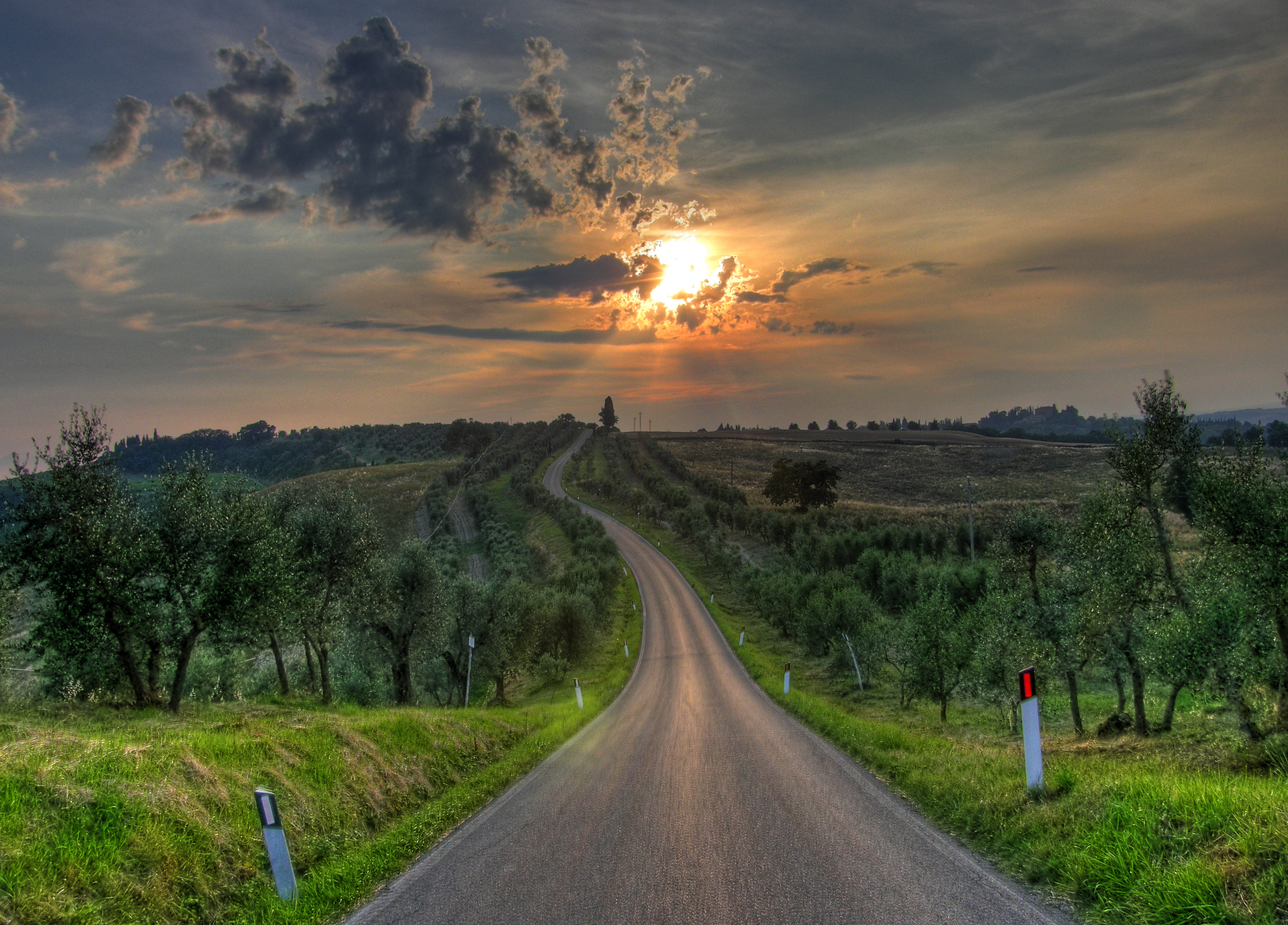
Закат в Крете-Сенези близ Ашано